# 台氏突吻鱈
台氏突吻鱈，為輻鰭魚綱鱈形目鼠尾鱈科的其中一種，分布於東太平洋可可島至智利中部海域，深度300-1650公尺，體長可達51公分，屬深海底棲性魚類，棲息在底層水域，生活習性不明，可做為食用魚。

## 扩展阅读
維基物種上的相關：台氏突吻鱈